# Siderurgie

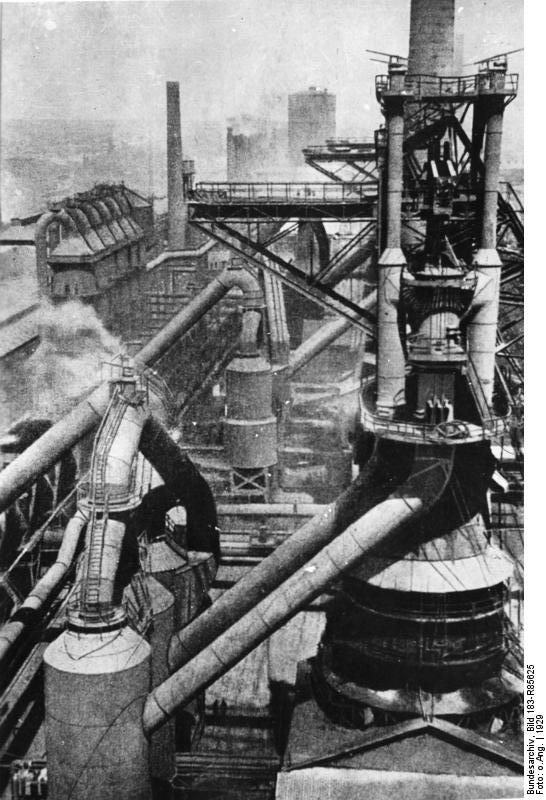
Combinatul metalurgic din Magnitogorsk (MMK) în anii 1930

Siderurgia (sau metalurgia fierului) reprezintă ansamblul de operații ce permit extragerea fierului și a aliajelor sale, precum și prelucrarea acestora prin laminare și forjare.